# Attrazione fatale
Attrazione fatale (Fatal Attraction) è un film del 1987 diretto da Adrian Lyne e scritto da James Dearden, basato sul suo cortometraggio del 1980 Diversion. La pellicola racconta la storia di Dan Gallagher (Michael Douglas), un avvocato che tradisce la moglie Beth (Anne Archer) con una collega, Alex Forrest (Glenn Close). Quando Dan decide di porre fine alla relazione, Alex inizia a perseguitare lui e la sua famiglia.
La pellicola, oggi considerata un vero e proprio cult del cinema thriller degli anni ottanta, ottenne un enorme successo sia di critica sia di pubblico, arrivando a incassare ben 320 milioni di dollari e diventando il film campione d'incassi annuale. Glenn Close diede vita a uno dei personaggi più iconici della propria carriera, che la consacrò definitivamente come diva di Hollywood. La figura della stalker Alex Forrest è stata inserita al 7º posto nella lista dei personaggi più cattivi della storia del cinema.

## Trama
Dan Gallagher, avvocato di Manhattan, ha una vita tranquilla e una bella famiglia composta della moglie Beth e della figlia Ellen, di 6 anni. Ad un incontro di lavoro conosce l'intrigante Alex Forrest, dirigente editoriale. I due provano immediatamente un'istintiva attrazione l'uno per l'altra, tanto che, dopo una piacevole serata trascorsa al ristorante, decidono di trascorrere la notte insieme, a casa di lei. Al mattino seguente, Dan torna a casa sua. Alex telefona a Dan e gli propone di trascorrere con lei anche la giornata seguente. Dan le esprime le sue perplessità sul fatto di continuare a frequentarsi, dicendole chiaramente che per lui si tratta solo di una breve avventura, ma Alex lo blandisce e Dan si lascia convincere, contando anche sul fatto che la sua famiglia si trova per tutto il weekend in visita alla casa di campagna dai genitori della moglie. Trascorso anche il secondo giorno insieme, Alex è molto coinvolta dall'intensa, seppur breve, esperienza vissuta con lui e, per paura di essere abbandonata, tenta il suicidio tagliandosi le vene. Dan, sconvolto dal gesto autodistruttivo di lei, prima la aiuta mettendole delle fasciature ai polsi, ma poi decide comunque di allontanarsi da lei e di ritornare alla sua vita. Dan quindi scompare, ma Alex inizia a cercarlo, telefonando continuamente sia a casa che in ufficio, anche ad ore impensabili.
Sfinito dall'insistenza di Alex, per la quale si convince di provare una grande pena al fine di autogiustificarsi, Dan decide di incontrarla: la donna gli confessa di amarlo e d'essere incinta di lui; sconvolto, Dan le propone di abortire, ma lei rifiuta tassativamente. Da questo momento, Alex si trasforma in stalker e riesce anche a ottenere il nuovo numero di telefono di Dan, presentandosi alla moglie e fingendosi interessata all'acquisto della loro casa, messa in vendita per l'imminente trasloco in campagna.
Il trasferimento di Dan non fa demordere Alex: nei giorni seguenti la donna versa dell'acido sulla macchina di Dan e gli fa recapitare in ufficio un nastro magnetico con un messaggio in cui gli chiede di assumersi le proprie responsabilità di padre per poi sfogare la sua rabbia per averla sedotta ed abbandonata. Dan decide di andare alla polizia per predisporre un ordine restrittivo contro di lei, ma gli inquirenti non acconsentono per mancanza di prove. Un giorno, mentre tutta la famiglia è fuori, Alex prima uccide il coniglio che Dan aveva regalato a sua figlia, poi entra furtivamente nella loro casa e lo lascia a bollire in una pentola della cucina. Al loro ritorno, Dan, inorridito dal macabro ritrovamento, si decide a raccontare tutto a Beth, che, non prendendo bene la cosa, caccia di casa l'uomo.
Alex rapisce la piccola Ellen dalla scuola per poi portarla al luna park: Beth, in preda al panico, si mette al volante della propria auto alla disperata ricerca della figlia, rimanendo ferita in un incidente stradale. Dan la va a trovare all'ospedale, dove c'è anche Ellen, che Alex aveva riportato a casa; dopo di che va a casa di Alex e l'aggredisce ma quando è sul punto di strangolarla, si ferma; anche Alex si scaglia su Dan con un coltello ma l'uomo reagisce disarmandola; dopo alcune occhiate cariche di tensione, Dan esce dalla casa e torna dalla polizia, che questa volta accetta di convocare Alex in commissariato per interrogarla, ma la donna si renderà irreperibile. 
Dimessa dall'ospedale, Beth decide di perdonare Dan, che ritorna a stare nella loro casa. Mentre si sta preparando per fare il bagno, appare Alex con un coltello che la minaccia e si ferisce una coscia prima di aggredire anche Beth che lancia delle grida attirando l'attenzione di Dan; l'uomo accorre in bagno e, dopo una violenta colluttazione con Alex, la tramortisce affogandola nella vasca ma la donna riprende i sensi pronta per riattaccare Dan con il coltello ma interviene Beth che la uccide con un colpo di pistola.

## Finale alternativo
Il finale originale prevedeva che Alex vestita di bianco si suicidasse tagliandosi la gola (come la protagonista della sua opera preferita, Madame Butterfly) e Dan fosse arrestato per il presunto omicidio. È stato cambiato quando il pubblico in anteprima ha protesta ritenendo che Alex dovesse pagare per le sue malefatte. Il regista Adrian Lyne all'inizio non ha apprezzato la richiesta di cambiare il finale, ma ha acconsentito dopo che la Paramount gli ha offerto 1,5 milioni di dollari in più. Glenn Close si è opposta e in un primo momento si è rifiuta di girare il nuovo finale. Michael Douglas era d'accordo a cambiare il finale e ha litigato ferocemente con Glenn Close. Alla fine l'attrice è stata convinta dall'amico William Hurt a tornare sul set. Il finale originale è stato mantenuto nella sola versione giapponese.

## Produzione
La pellicola avrebbe dovuto essere girata da Brian De Palma, che però si ritirò durante la preproduzione, preferendo dirigere The Untouchables - Gli intoccabili. La sceneggiatura si concludeva con il suicidio di Alex ma, in base alle reazioni di chi aveva assistito alle anteprime, la produzione decise di far girare un epilogo alla Carrie, un colpo di scena che avrebbe dovuto far sobbalzare gli spettatori sulla poltrona. Il finale-shock sostituì quello originalmente previsto in tutte le versioni internazionali, mentre nella sola versione giapponese il film mantenne il finale originale.

## Influenza culturale
Il personaggio di Alex Forrest nel film Attrazione fatale ha avuto un forte impatto nella cultura popolare: esso ha terrorizzato un'intera generazione di mariti ed ha generato il modo di dire anglofono bunny boiler, che indica una persona vendicativa e violenta nei confronti di un ex partner; il termine fa riferimento alla scena in cui Alex Forrest si vendica cuocendo in acqua bollente il coniglietto della figlia del personaggio di Michael Douglas e fu inventato da Glenn Close in un'intervista. La scena in questione viene anche citata nel libro Il libro dei coniglietti suicidi, scritto da Riley Andy: in una vignetta si vede uno dei coniglietti inserire la VHS del film nel registratore di una ragazza che è appena stata lasciata. Nel primo episodio della quinta stagione di Californication il protagonista Hank definisce una sua ex partner come bunny boiler. Il personaggio ha inoltre ispirato il ruolo della sessuologa Claire Archer, interpretato da Lisa Pescia nel film Passione fatale.
Un altro riferimento ad Attrazione fatale si ritrova nella serie animata I Griffin, dove all'episodio 14x15 Stewie, in un sogno, incontra proprio Glenn Close che gli offre del coniglio bollito per cena, mentre all'episodio 18x7 vengono ricostruite numerose scene famose del celebre thriller. Anche nel film italiano Maschi contro femmine si ritrova una citazione: in una scena dove si parla di tradimenti sullo sfondo, in televisione, è trasmesso proprio Attrazione fatale; inoltre il regista Premio Oscar Steven Soderbergh ha ammesso di essersi ispirato sempre al celebre thriller per il suo film Effetti collaterali.

## Riconoscimenti
- 1988 - Premio Oscar
  - Candidatura Miglior film a Stanley R. Jaffe e Sherry Lansing
  - Candidatura Migliore regia a Adrian Lyne
  - Candidatura Miglior attrice protagonista a Glenn Close
  - Candidatura Miglior attrice non protagonista a Anne Archer
  - Candidatura Migliore sceneggiatura non originale a James Dearden
  - Candidatura Miglior montaggio a Michael Kahn e Peter E. Berger
- 1988 - Golden Globe
  - Candidatura Miglior film drammatico
  - Candidatura Migliore regia a Adrian Lyne
  - Candidatura Miglior attrice in un film drammatico a Glenn Close
  - Candidatura Miglior attrice non protagonista a Anne Archer
- 1989 - Premio BAFTA
  - Miglior montaggio a Michael Kahn e Peter E. Berger
  - Candidatura Miglior attore protagonista a Michael Douglas
  - Candidatura Miglior attrice non protagonista a Anne Archer
- 1988 - David di Donatello
  - Candidatura Miglior attore straniero a Michael Douglas
  - Candidatura Migliore attrice straniera a Glenn Close
- 1987 - National Board of Review Awards
  - Migliori dieci film
- 1988 - Saturn Award
  - Candidatura Miglior sceneggiatura a James Dearden

- 1989 - Awards of the Japanese Academy
  - Candidatura Miglior film straniero
- 1989 - Grammy Award
  - Candidatura Miglior colonna sonora a Maurice Jarre
- 1988 - Eddie Award
  - Candidatura Miglior montaggio a Peter E. Berger e Michael Kahn
- 1988 - ASCAP Award
  - Top Box Office Films a Maurice Jarre
- 1989 - Artios Award
  - Candidatura Miglior casting per un film drammatico a Risa Bramon Garcia e Billy Hopkins
- 1988 - DGA Award
  - Candidatura Miglior regia a Adrian Lyne
- 1993 - Golden Camera
  - Miglior attrice internazionale a Glenn Close
- 1990 - Golden Camera
  - Miglior attore internazionale a Michael Douglas
- 1989 - People's Choice Awards
  - Miglior film drammatico
- 1988 - WGA Award
  - Candidatura Miglior sceneggiatura non originale a James Dearden
- 1988 - Golden Screen
  - Golden Screen Award

## Adattamento televisivo
Il network FOX e lo studio di produzione Paramount Television hanno annunciato la produzione di una miniserie televisiva ispirata al film, la quale sarebbe stata scritta e prodotta a livello esecutivo da Maria e André Jacquemetton. Il 13 gennaio 2017 è stata annunciata la cancellazione del progetto.
Il 24 febbraio 2021, Paramount+ ha annunciato una serie omonima basata sul film per la suddetta piattaforma, uscita il 30 aprile 2023 negli Stati Uniti e il giorno successivo in Italia.